# Jang Min-hee
Jang Min-hee (kor. 장민희; * 5. April 1999 in Incheon) ist eine südkoreanische Bogenschützin und Olympiasiegerin.

## Karriere
Bei den Olympischen Spielen 2020 in Tokio gehörte Jang Min-hee zum südkoreanischen Aufgebot und gewann mit der Mannschaft die Goldmedaille. Zusammen mit An San und Kang Chae-young besiegte sie nacheinander die Mannschaften Italiens, von Belarus und Russlands und wurde Olympiasiegerin. In der Einzelkonkurrenz schied Jang in der zweiten Runde aus.